# Mecamilamină
Mecamilamina este un medicament antihipertensiv care acționează ca antagonist neselectiv al receptorilor colinergici nicotinici, fiind astfel un ganglioplegic. A fost introdus în anii 1950 pentru tratamentul hipertensiunii arteriale. În Statele Unite a fost retras de pe piață în 2009, dar a fost reintrodus în 2013. În unele țări, medicamentul este utilizat și pentru renunțarea la fumat.